# New York and Long Island Coignet Stone Company Building
El Coignet Stone Company Building o Coignet Building (también el Pippen Building) es una estructura histórica en la intersección de la calle 3 y la Tercera Avenida de Brooklyn en Nueva York (Estados Unidos). Diseñado por los arquitectos William Field and Son y construido entre 1872 y 1873, es el edificio de hormigón más antiguo que queda en la ciudad. El Coignet Building es la última estructura restante de un complejo de fábrica de hormigón de cinco acres construido para Coignet Agglomerate Company a lo largo del Canal Gowanus.
El edificio tiene una fachada de piedra fundida de dos pisos sobre un sótano elevado. El Coignet Building se creó utilizando un tipo de hormigón patentado por el francés François Coignet en la década de 1850 y fabricado en la fábrica de Gowanus. Coignet Agglomerate Company, para la que se erigió el edificio, fue la primera empresa de Estados Unidos en fabricar piedra Coignet.
A pesar de la popularidad de la piedra Coignet en el momento de la construcción del edificio, Coignet Agglomerate Company cerró por completo en 1882. Posteriormente, el edificio fue utilizado por Brooklyn Improvement Company durante setenta y cinco años hasta que esa empresa también cerró en 1957. La fachada fue renovada en la década de 1960, pero el resto del edificio se dejó deteriorar durante el resto del siglo XX. Después de que Whole Foods Market comprara el complejo de la fábrica circundante en 2005, el Coignet Building se convirtió en un hito designado por la ciudad de Nueva York el 27 de junio de 2006. Junto con la construcción de la tienda Whole Foods adyacente, el edificio fue restaurado entre 2014 y 2016.

## Diseño
El Coignet Stone Company Building está en 360–370 Third Avenue y 230 Third Street, en la esquina suroeste de las dos calles, en el vecindario Gowanus de Brooklyn en Nueva York. El terreno del edificio tiene un área de aproximadamente 160 m² y dimensiones de aproximadamente 10,5 por 15,2 m. El sitio está en la orilla este del Canal Gowanus y fue alquilado a Brooklyn Improvement Company, que desarrolló sitios a lo largo del canal a mediados del siglo XIX. Se rumoreaba que el fundador de la empresa, Edwin Clark Litchfield, había construido un túnel desde el Coignet Building hasta su Villa Litchfield en lo que ahora es Prospect Park, a unas 1 km del Edificio Coignet. Sin embargo, una búsqueda en 2014 no pudo descubrir evidencia de tal túnel.
El edificio en sí fue construido entre 1872 y 1873 y diseñado por William Field and Son para la Coignet Stone Company de Nueva York y Long Island.  contratistas involucrados en el proceso de construcción incluyeron albañiles DB & A. Rutan; el colocador de piedra Riley Cocroft; y el carpintero Henry Case. El Coignet Building mide 7,6 por 12,2 m con la fachada más larga en Third Street. El edificio fue diseñado no solo como una oficina de la empresa, sino también como una sala de exposición de los productos de piedra artificial de la empresa. Fue construido con hormigón Beton Coignet, un material de piedra prefabricado desarrollado en la década de 1850 por el francés François Coignet. Este material fue fabricado por su ocupante original, Coignet Agglomerate Company, en su fábrica adyacente. Muchas de las innovaciones del edificio fueron introducidas por el vicepresidente de Coignet Agglomerate Company, John C. Goodridge Jr., y los materiales se obtuvieron directamente de la fábrica de piedra.
Tras la finalización del edificio, Brooklyn Society Magazine describió la estructura como "un adorno de la ciudad", mientras que The Brooklyn Daily Eagle lo llamó un edificio "muy atractivo" en contraste con las estructuras de madera circundantes. Brooklyn Review dijo que, desde la distancia, la apariencia del edificio era "casi irresistible".

### Fachada
El Coignet Building fue diseñado como una estructura de dos pisos con un sótano elevado. Un parapeto en lo alto de la fachada hacía que el edificio pareciera tener casi tres pisos de altura. Tanto la elevación este de la Tercera Avenida como la elevación norte de Third Street están decoradas. El sótano está hecho de una estructura continua de hormigón y es más ancho que los pisos superiores para reducir el asentamiento en el suelo. Los pisos primero y segundo están hechos de bloques de concreto. Según una representación de 1874, una cerca baja debía rodear el lote, mientras que el parapeto debía diseñarse con urnas y letras talladas, pero se desconoce si se construyeron estas características.
En las elevaciones este y norte, la fachada consta de tres vanos verticales. Los entablamentos horizontales corren por encima del primer y segundo piso. Tanto en la Tercera Avenida como en la Tercera Calle, la bahía central contiene una escalinata con paredes laterales curvas que conducen a una entrada debajo de un pórtico de estilo jónico. Las bahías exteriores en las elevaciones norte y este están flanqueadas por cuñas. En el primer piso, las ventanas exteriores están compuestas por ventanas de arco de medio punto rematadas por claves ornamentadas. En la segunda historia, las tres ventanas en ambos lados están flanqueadas por acanaladas verticales pilastras. La ventana central a cada lado tiene la cabeza cuadrada, con un frontón curvo que contiene una clave central, mientras que las ventanas exteriores son de arco de medio punto, con dinteles decorativos encima. Según la representación de 1874, se suponía que había paneles decorativos entre la entrada de la Tercera Avenida y cualquiera de las bahías exteriores, aunque se desconoce si se construyó.
En la elevación occidental, hay cuatro bahías. La bahía más al norte (la más cercana a Third Street) contiene aberturas de ventanas arqueadas idénticas a las de las bahías exteriores en la Tercera Avenida y Third Street. Las otras tres bahías tienen paredes simples, así como ventanas arqueadas en el primer piso; sin embargo, solo una de estas bahías tiene una ventana arqueada en el segundo piso. En la elevación sur, hay dos vanos, ambos con ventanas en arco, así como una superficie de pared simple.

### Características
El edificio probablemente se construyó con placas de piso de hormigón armado. François Coignet había probado un método de construcción de este tipo para determinar si aumentaría la resistencia a la tracción del agregado. El primer piso se usó originalmente como las oficinas del superintendente y empleados de Coignet Agglomerate Company. El segundo piso tenía un apartamento de conserje y oficinas privadas. En el interior había ejemplos del inventario de la empresa que incluía estatuas, paneles, columnas, frontones y quoins.
La cuenca de Fourth Street dio acceso por vía fluvial al complejo. Los 100 pies (30,5 m) Cuenca ancha, entre la Cuarta y la Quinta Calles que se extiende desde el Canal Gowanus hasta la Tercera Avenida. Proporcionó a Coignet Stoneworks 500 metros de frente al muelle. Según The Brooklyn Daily Eagle, en el año posterior a la finalización de la fábrica (julio de 1872 a julio de 1873), la cuenca recibió cuarenta entregas de arena, 2232 LT; 2268 t en "materiales diversos", y 8.800 barriles de cemento Portland, y la cuenca envió 765 piezas de piedra.

## Historia
Formada en 1869, Coignet Agglomerate Company fue la primera empresa estadounidense en crear piedra artificial Coignet, un método de construcción que ya es popular en Europa. Sus oficiales, que incluían al general Quincy Adams Gillmore, RO Glover y John C. Goodridge Jr., fueron a Francia para observar los procesos de fabricación de piedra. La fábrica original estaba en las calles Smith y Hamilton en Carroll Gardens y producía piedras artificiales para fachadas, decoración y bloques de construcción. Debido a que Coignet Agglomerate Company era originalmente el único fabricante de piedras Coignet en los Estados Unidos, sus productos tenían una gran demanda. En 1871, The Brooklyn Daily Eagle informó que la compañía estaba considerando expandirse porque había mucha demanda; En ese momento, la empresa pudo fabricar la fachada de una casa en un día. Para entonces, Goodridge era el vicepresidente de la empresa, mientras que Gillmore era el ingeniero supervisor.

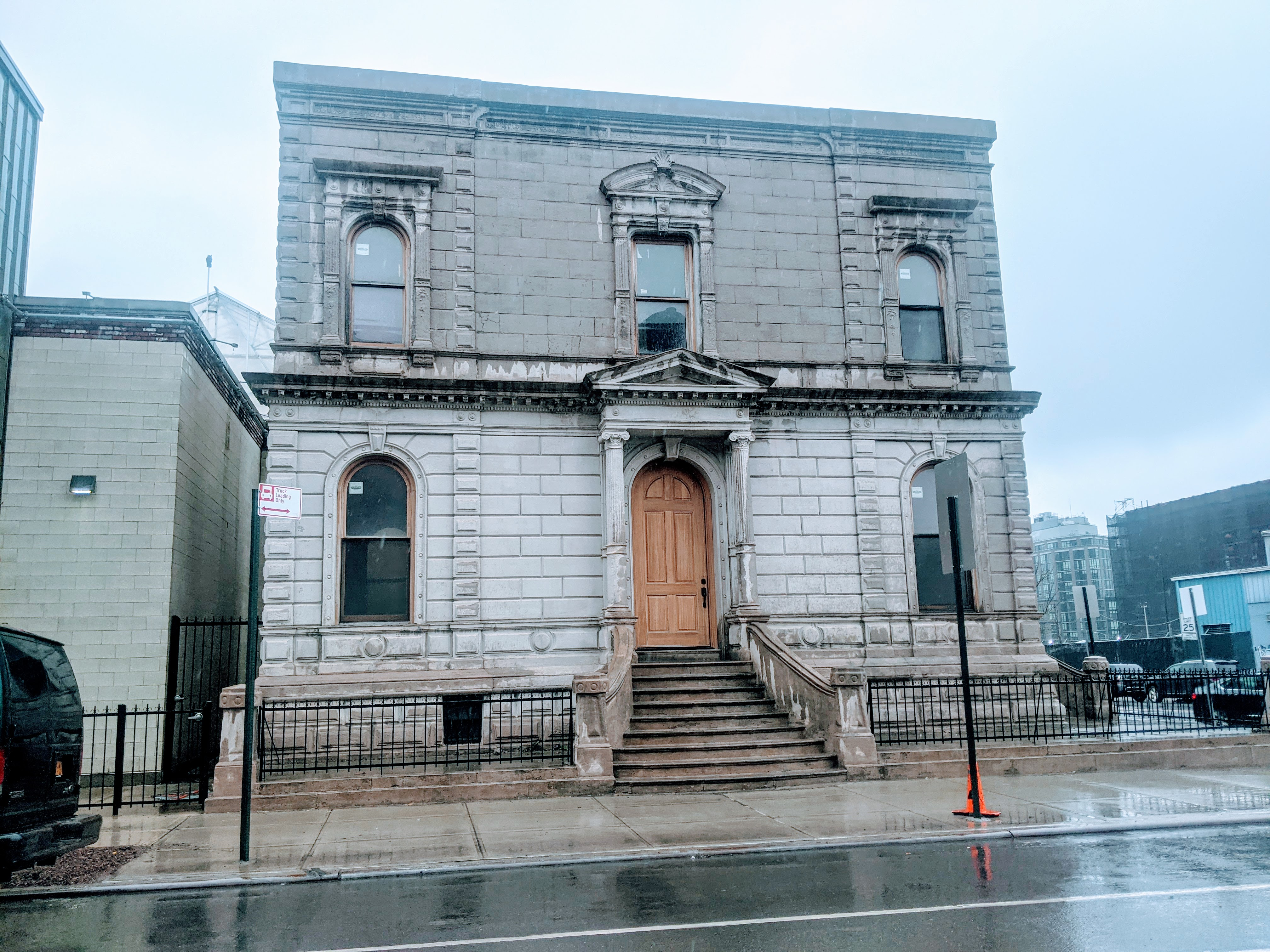
Fachada de la Tercera Avenida

En 1872, Coignet Agglomerate Company adquirió un sitio de cinco acres a lo largo de la Tercera Avenida entre las calles Tercera y Sexta, frente a la Cuenca de la Calle Cuarta del entonces nuevo Canal Gowanus. En este sitio, la empresa erigió una fábrica de madera, así como una oficina de ventas en la Tercera Avenida y Third Street. The Eagle informó en junio de 1872 que la fábrica casi completa cubría 0 ha, podía emplear a 100 trabajadores y tenía los recursos suficientes para construir las fachadas de diez casas cada día. Para publicitar su negocio, Coignet Agglomerate Company organizó una exhibición en octubre en una feria industrial patrocinada por la ciudad de Brooklyn.
El actual Coignet Building, entonces la oficina de ventas y la sala de exposición contigua a la fábrica, estaba casi terminado en junio de 1873. En ese momento, Coignet Agglomerate Company estaba realizando grandes cantidades de negocios para iglesias y casas en Brooklyn y otros lugares. En su apogeo, la compañía recibió el encargo de varios proyectos importantes, incluidos los arcos de la catedral de San Patricio y las losas del piso del Western Union Telegraph Building en Manhattan. La compañía también trabajó en Cleft Ridge Span en el cercano Prospect Park, y fue proveedora de edificios como el Museo Metropolitano de Arte y el Museo Americano de Historia Natural en Manhattan y la tumba receptora del Cementerio de los Evergreens en Queens. Su gran patrocinio impulsó a Edwin Litchfield a mejorar el Canal Gowanus como vía fluvial industrial.
A pesar de su gran número de pedidos, en octubre de 1873, Coignet Agglomerate Company se declaró en quiebra. Luego, la empresa subastó sus patentes en abril de 1876. Al año siguiente, se reorganizó como New York Stone Contracting Company, de la cual Goodridge era presidente. Fue bajo el nombre de esta empresa que Goodridge presentó patentes para un "Método de reparación de estructuras con Beton u hormigón", así como "Métodos de tendido de hormigón bajo el agua". Según la Comisión de Preservación de Monumentos Históricos de la Ciudad de Nueva York (LPC), es probable que la empresa haya realizado menos encargos, pero que también podría haber seguido haciendo trabajos en piedra decorativa. Gran parte de los proyectos de la compañía en esa época eran de elementos estructurales para edificios en el norte del estado de Nueva York. A pesar de la reorganización, New York Stone Contracting cerró en 1882.

### Inquilinos industriales posteriores

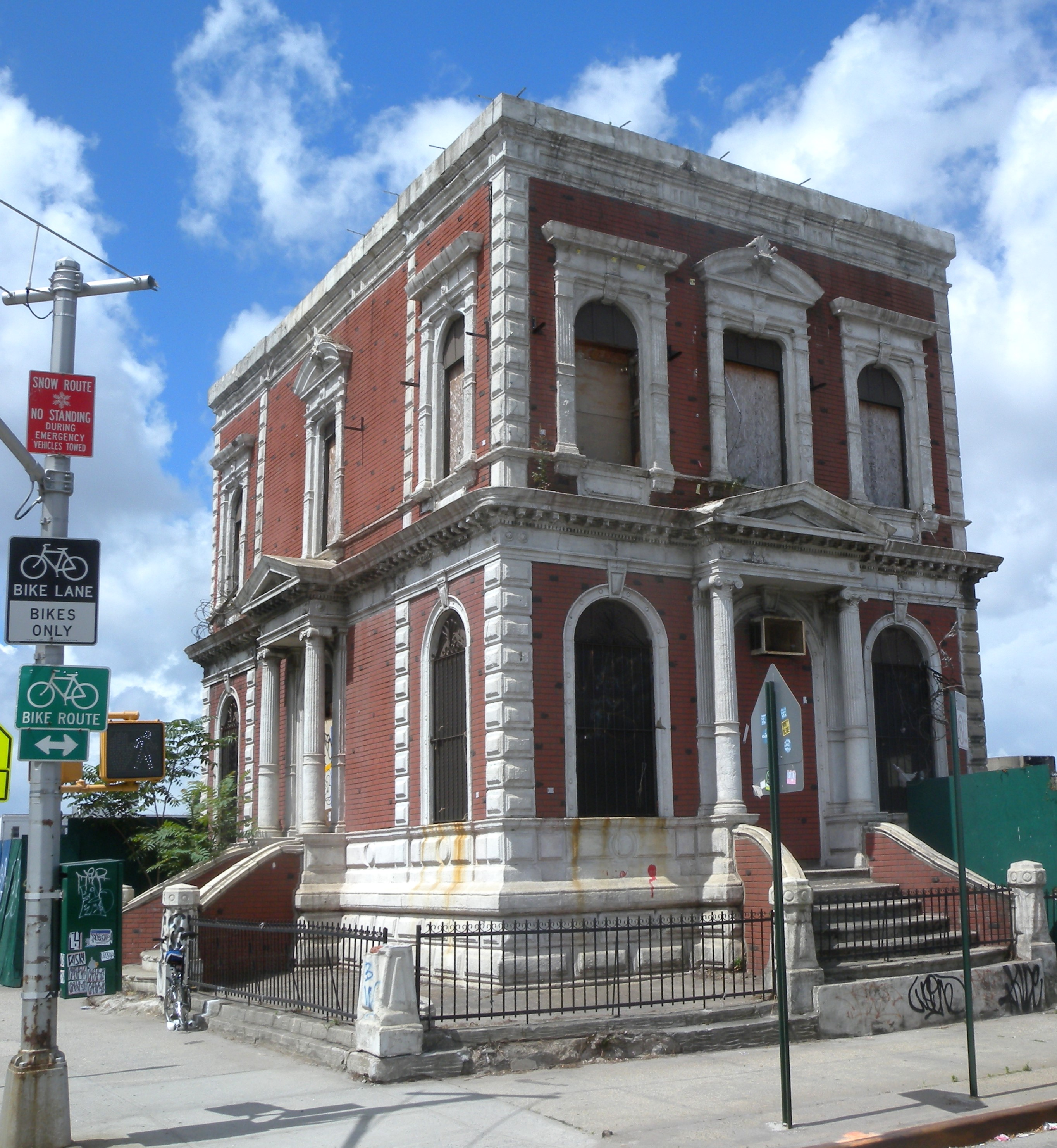
El edificio, visto en la década de 2000 después de que se instaló el revestimiento de ladrillo rojo.

Después de que New York Stone Contracting desapareciera, la Brooklyn Improvement Company se mudó al edificio. Según The New York Times, el edificio Brooklyn Improvement Company no apareció en los mapas de la ciudad hasta 1882. A principios del siglo XX, una "fábrica de ensacado", una empresa de cuerdas, un depósito de carbón y la Pippin Radiator Company ocuparon sucesivamente parte de la antigua fábrica de New York Stone Contracting.
El Coignet Building fue efectivamente olvidado, según la LPC. En sus respectivos escritos sobre la historia del hormigón, los historiadores Carl Condit y Theodore H. M. Prudon mencionaron la Coignet Agglomerate Company pero no su edificio. El escritor de arquitectura Lewis Mumford, hablando de la estructura en 1952, dijo que la oficina de Brooklyn Improvement Company estaba "en una soledad irónica, o deberíamos decir con una anticipación esperanzada". Joseph K. Lane, quien documentó la historia de Brooklyn Improvement Company, fue el único comentarista del siglo XX que reconoció la importancia del edificio, pero incluso él registró una fecha inexacta en sus escritos.  La Brooklyn Improvement Company vendió sus propiedades a mediados del siglo XX y puso a la venta el antiguo Coignet Building en 1957.
Cuando Brooklyn Improvement Company se mudó del edificio, Pippin se mudó. A nivel local, la estructura se conoció informalmente como el Edificio Pippin. El exterior fue renovado a mediados de la década de 1960 y revestido con imitación de ladrillo rojo. Se aplicaron capas de cemento lavado para limpiar los elementos decorativos. Posteriormente, varias empresas ocuparon el Coignet Building pero, en 1988, la ciudad presentó una litispendencia contra el propietario del edificio, que había fallecido. Terminó abandonado en la década de 1990. El Coignet Building fue comprado en 1992 por Richard Kowalski, residente de Beach Haven, Nueva Jersey. Según los registros de la ciudad, ese año Levanic Inc. tomó posesión del edificio por 975 000 dólares.

### Restauración
La cadena de supermercados Whole Foods Market compró las estructuras circundantes por 4,945,200 dólares en 2005, en un trato en el que acordó renovar el Coignet Building a un costo estimado de 1,3 millones de dólares. Whole Foods acordó comprar el terreno que rodea el Coignet Building, pero Kowalski no vendería la estructura física. Al año siguiente, el 27 de junio de 2006, la LPC designó el Coignet Building como un hito de la ciudad. En ese momento, era el ejemplo más antiguo conocido de construcción de edificios de hormigón armado que aún se conservaba en la ciudad de Nueva York. A principios de ese año, se produjo una innovación para la tienda Whole Foods, que reemplazaría gran parte del complejo Coignet. Si bien se suponía que la tienda y la restauración se completarían en 2008, el trabajo fundamental de la tienda acababa de comenzar en febrero. El trabajo en la tienda se estancó en 2008 y finalmente se abandonó en 2009. Para complicar el desarrollo del proyecto, estaba la presencia de toxinas en el suelo, que debían limpiarse antes de que se construyera la tienda. La edición de 2010 de la Guía AIA de la ciudad de Nueva York dijo que el Coignet Building "necesitaba reanimación cardiopulmonar arquitectónica inmediata".
Los planes para la tienda de Whole Foods se reactivaron a mediados de 2011, con la tienda para envolver el Coignet Building. Ese año, el propietario del edificio y Whole Foods llegaron a un acuerdo que restringía el posible uso del hito a ciertos usos comerciales, a saber, oficinas, una tienda de suministros para automóviles o una galería de arte. Como parte de los planes revividos, Whole Foods acordó renovar el Coignet Building. La LPC concedió una petición de Whole Foods para reducir el lote de tierra de la estructura histórica Coignet de 58 064,4 a 17 883,8 dm², a pesar de la oposición de los conservacionistas, quienes objetaron que la tienda estaría tan cerca como 2 m de la fachada del hito. En ese momento, la fachada estaba revestida en gran parte con ladrillos falsos, mientras que se habían colocado tableros de madera contrachapada sobre las aberturas de las ventanas. En enero de 2013, Kowalski puso el edificio a la venta, con Massey Knakal como agente. Max Kutner publicó su documental sobre la historia del edificio, At the Corner of 3rd and 3rd, poco después. Whole Foods se negó a comprar el Coignet Building.
A mediados de 2013, Whole Foods presentó planes al Departamento de Edificios de la Ciudad de Nueva York para instalar nuevas ventanas y puertas, que la agencia inicialmente rechazó. La tienda Whole Foods abrió en diciembre de 2013. El mes de la apertura de la tienda, el gobierno de la ciudad multó a Whole Foods con 3,000 dólares por no haber restaurado el Coignet Building a tiempo, lo que representa aproximadamente el 0.00002 por ciento de los 11.7 mil millones de dólares de ingresos de la cadena en 2012. Los residentes y conservacionistas también alegaron que la construcción de la tienda había provocado que partes de la base se agrietaran. La multa fue anulada porque la ciudad no había presentado los trámites necesarios ante el tribunal al emitir la multa. Para ese mes, el Departamento de Edificios había aprobado nuevos permisos de construcción para la restauración del Coignet Building. Como indican las fotografías publicadas a principios de 2014, el interior se había deteriorado.
Las obras de renovación del edificio comenzaron en marzo de 2014. El mismo mes, la ciudad volvió a multar a Whole Foods por no mantener el edificio. Durante la renovación, se retiró la fachada de falso estuco y un contratista reparó y reconstruyó las partes dañadas de la histórica piedra fundida. A finales de 2015, se había restaurado el techo y se estaban reemplazando las ventanas y puertas. La renovación exterior de Coignet se completó a principios de 2016. El mismo año, la Conservación de Monumentos Históricos de Nueva York reconoció la restauración con su Premio de Preservación Lucy G. Moses por "excelencia en restauración". Después de la renovación, el agente Cushman & Wakefield puso a la venta el edificio por 5 millones de dólares; sin embargo, el listado no atrajo compradores potenciales. En agosto de 2019, el Edificio Coignet se puso a la venta nuevamente, esta vez por 6.5 millones de dólares.